# Walikota Surabaya Cup 2018
Der Walikota Surabaya Cup 2018 im Badminton fand vom 7. bis zum 12. Mai 2018 in Surabaya statt.

## Sieger und Platzierte
| Disziplin    | Gold                                                 | Silber                                      | Bronze                                                 |
| ------------ | ---------------------------------------------------- | ------------------------------------------- | ------------------------------------------------------ |
| Herreneinzel | M. Bayu Pangisthu                                    | Andi Fadel Muhammad R                       | Riyanto Subagja                                        |
| Herreneinzel | M. Bayu Pangisthu                                    | Andi Fadel Muhammad R                       | Muhammad Febriansyah                                   |
| Dameneinzel  | Hirari Mizui                                         | Sri Fatmawati                               | Melsya Nur Fitriani                                    |
| Dameneinzel  | Hirari Mizui                                         | Sri Fatmawati                               | Aisyah Sativa Fatetani                                 |
| Herrendoppel | Ade Bagus Sapta Ramadhany Hendra Gustiawan           | Alfandy Rizki Putra Kasturo Irfan Fadhillah | Abhinaya Rakan Adira Ramsha Ariadita                   |
| Herrendoppel | Ade Bagus Sapta Ramadhany Hendra Gustiawan           | Alfandy Rizki Putra Kasturo Irfan Fadhillah | Althof Baariq Muhammad Fachrikar Adma Parlindungan Man |
| Damendoppel  | Dian Fitriani Nadiya Melati                          | Melani Mamahit Putri Larasati               | Aisyah Nuraini Annisa Mubarokah                        |
| Damendoppel  | Dian Fitriani Nadiya Melati                          | Melani Mamahit Putri Larasati               | Elok Machsunnah Riska Ayu Indah Sari                   |
| Mixed        | Agripina Primarahmanto Putera Tiara Rosalia Nuraidah | Adnan Maulana Nadiya Melati                 | Abhinaya Rakan Adira Dian Fitriani                     |
| Mixed        | Agripina Primarahmanto Putera Tiara Rosalia Nuraidah | Adnan Maulana Nadiya Melati                 | Erwin Rendana Purnomo Riska Ayu Indah Sari             |